# New World (album)
Albums de The Zombies
Odessey and Oracle
(1968) As Far As I Can See...
(2004)
New World est un album des Zombies sorti en 1991.

## Titres
1. New World (My America)
2. When Love Breaks Down
3. I Can't Be Wrong
4. Lula Lula
5. Heaven's Gate
6. Time of the Season
7. Moonday Morning Dance
8. Blue
9. Nights on Fire
10. Losing You
11. Alone in Paradise
12. Knowing You
13. Love Conquers All

## Musiciens
- Colin Blunstone : chant
- Chris White : basse, chant
- Hugh Grundy : batterie
- Sebastian Santa Maria : claviers, guitare, chant

Avec :
- Rod Argent : claviers sur Time of the Season
- Paul Atkinson : guitare

Musiciens invités
- Tim Renwick : guitare
- John Woolloff : guitare
- Laurie Wisefield : guitare
- Claude Nobs : harmonica